# شفاتس
شفاتس هي مدينة نمساوية تقع في ولاية تيرول.